# フェルッチョ・マッツォーリ
フェッルッチョ・マッツォーリ（伊: Ferruccio Mazzoli, 1931年4月30日 - ）は、イタリアのバス歌手。エミリア＝ロマーニャ州ブドリオ出身。

## 経歴
ボローニャ音楽院でアントニオ・メランドゥリ、更にヴェローナでリーナ・マラトゥラシに師事した。1954年にボローニャ市立歌劇場でマスネの「タイース」のパレモン役でデビュー。1956年12月にはミラノ・スカラ座にヘンデルの「エジプトのジュリアス・シーザー」のニレーノ役でデビューするなど、イタリアの主要劇場で活躍する。1960年にはヴァチカンでのコンサートで教皇ヨハネ23世の御前でも歌っている。
イタリア国外では、ウィーン国立歌劇場、ベルリン・ドイツ・オペラ、チューリッヒ歌劇場などの欧州の主要歌劇場の他、コロン劇場、シカゴ・リリック・オペラ、サンフランシスコ・オペラ等にも出演した。
録音は、EMIにシッパーズ指揮の「ラ・ボエーム」のコッリーネと「イル・トロヴァトーレ」のフェランド、メータ指揮の「アイーダ」のエジプト王役で参加している。他、フィリップスのセラフィン指揮の「トスカ」のアンジェロッティ役、デッカの「ウィリアム・テル」にジェスレル役、RCAのラインスドルフ指揮の「仮面舞踏会」トム役、ペルレア指揮の「ルクレツィア・ボルジア」にアスカーニオ役で参加している。
ライヴ録音では、1961年のパレルモでのセラフィン指揮の「清教徒」が、ジョーン・サザーランド、ジャンニ・ライモンディ、マリオ・ザナージと歴代最高レベルの "Puritani Quartet” として記憶されるべき歌唱である。